# Schleuse Geisling
Die Schleuse Geisling ist eine Flussschleuse der Donau. Sie wurde mit der Gesamtbaumaßnahme Staustufe Geisling errichtet.

## Geschichte
Die Schleuse wurde 1980 fertiggestellt. Sie befindet sich auf der linken Flussseite der Donau auf dem Gebiet der Stadt Wörth an der Donau und ist durch eine Insel getrennt vom zugehörigen Wehr und Kraftwerk Geisling, die auf dem Gebiet der Gemeinde Pfatter liegen. Die Kammer der Einzelschleuse liegt an Donau-Kilometer 2354,285, hat bei einer Kammerlänge von 264 m eine nutzbare Länge von 230 m und eine Nutzbreite von 24 m. Die Kammer wurde in Betonbauweise errichtet und wird am Ober- und Unterhaupt durch ein zweiflügeliges Stemmtor verschlossen. Die Fallhöhe in der Schleuse beträgt 7,30 m. Füllung und Entleerung der Kammer erfolgen über Umlaufkanäle mit je zwei Umlaufschützen am Ober- und Unterhaupt als Verschluss. Das Ausbaustauziel am zugehörigen Wehr des Kraftwerk Geisling liegt bei 327,3 m NN.
Die Schleuse wird ferngesteuert aus der Leitzentrale der Wasserstraßen- und Schifffahrtsverwaltung in Regensburg. Durch diese Leitzentrale werden auch die Schleusen Straubing, Regensburg und Bad Abbach fernbedient. Ursprünglich wurde die Schleuse Geisling aus dem Schleusenturm vor Ort gesteuert.
Für Wartungs- und Reparaturarbeiten an Toren und Verschlüssen verfügt die Schleuse über einen Portalkran mit 100 t Tragfähigkeit, der über die gesamte Schleusenlänge verfahren werden kann. Es gibt keine Brücke über die Schleusenkammer oder einen der Vorhäfen.

### Havarie 2023

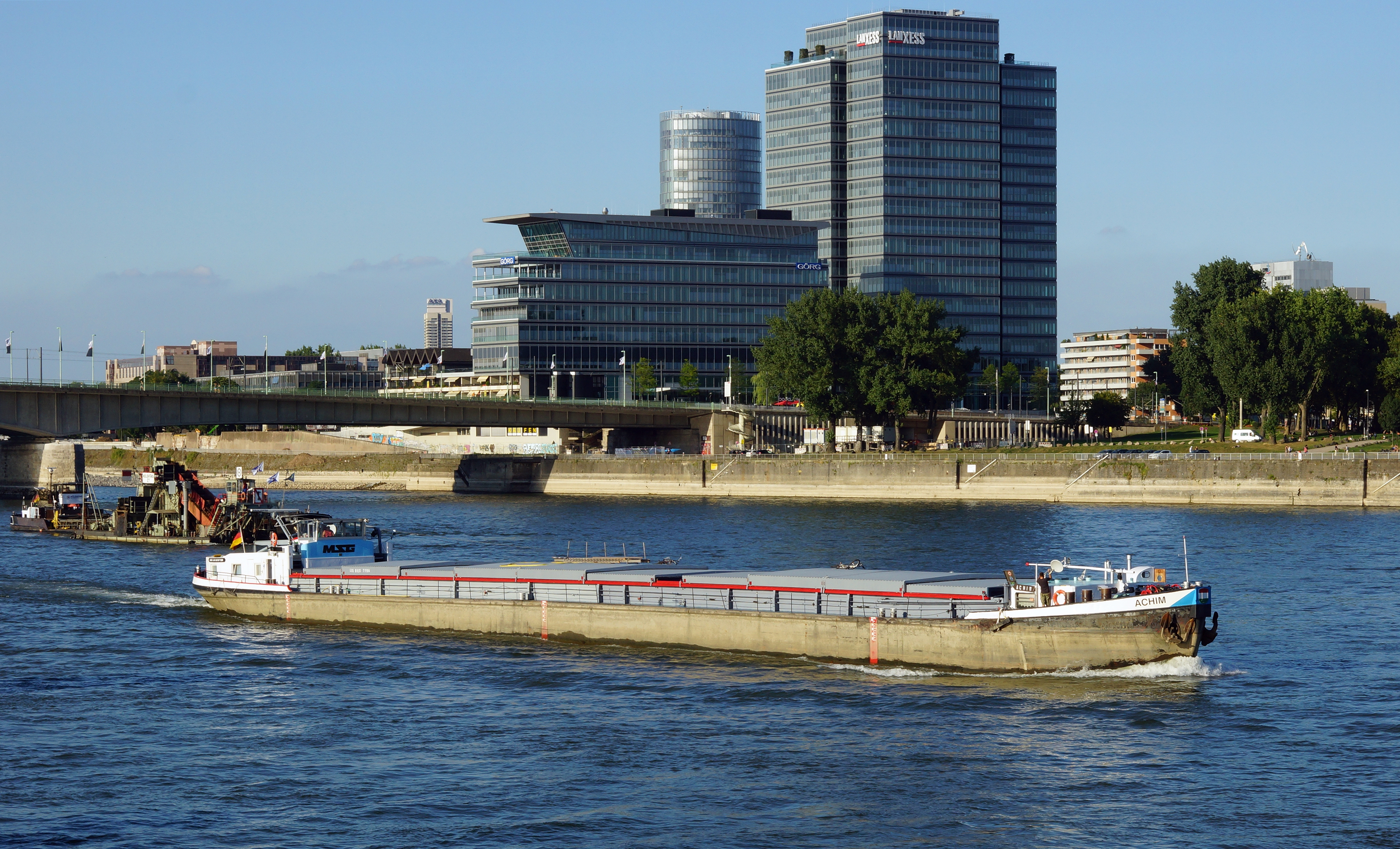
Die Achim 2013 auf dem Rhein

Am 10. März 2023 sank gegen 13.30 Uhr das unter deutscher Flagge fahrende Gütermotorschiff Achim der Reederei MSG aus noch ungeklärter Ursache in der Schleuse. Das mit 1100 t Eisenerz beladene Schiff war von Regensburg kommend flussabwärts in Richtung Passau unterwegs und hatte die Schleuse bereits vollständig befahren. Die Havarie des 85 Meter langen und 8,20 Meter breiten Schiffes ereignete sich dann in der Schleusenkammer. Das Schiff sank vollständig auf den Boden der etwa 11,30 Meter tiefen Schleuse, die daraufhin für die Schifffahrt gesperrt wurde.
Zunächst wurden 800 t der Ladung durch einen Schwimmgreifer geborgen. Danach wurde die Schleusenkammer trockengelegt, die Schäden erfasst und die restliche Ladung geborgen. Nach einer erfolgreichen Notreparatur konnte der Havarist am 30. März 2023 aus der wieder gefluteten Schleusenkammer geschleppt und die Schleusensperre aufgehoben werden.

## Bilder

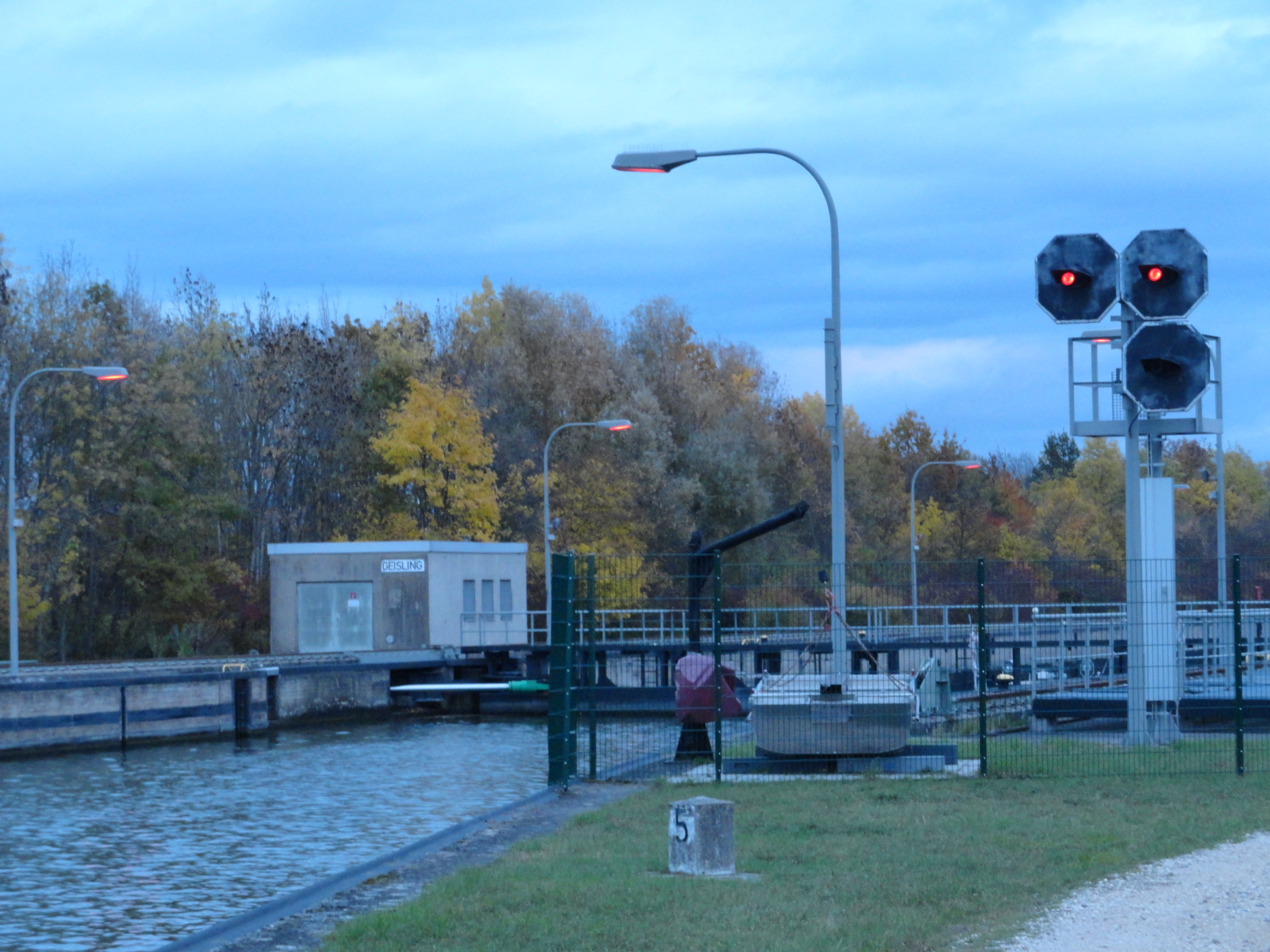
Blick vom Oberwasser auf das Oberhaupt Richtung Osten
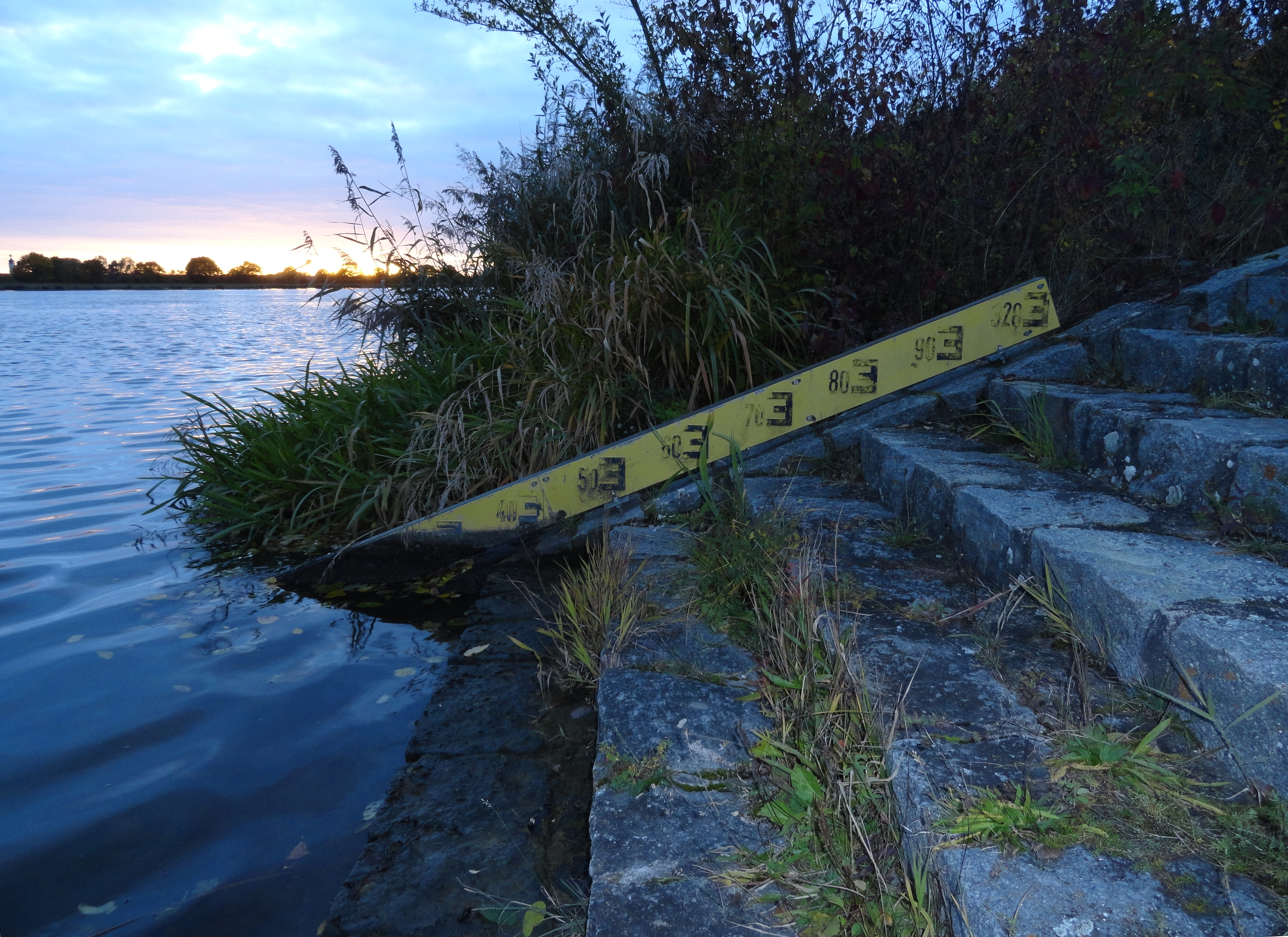
Pegellatte im Oberwasser zeigt den Wasserstand 327,2
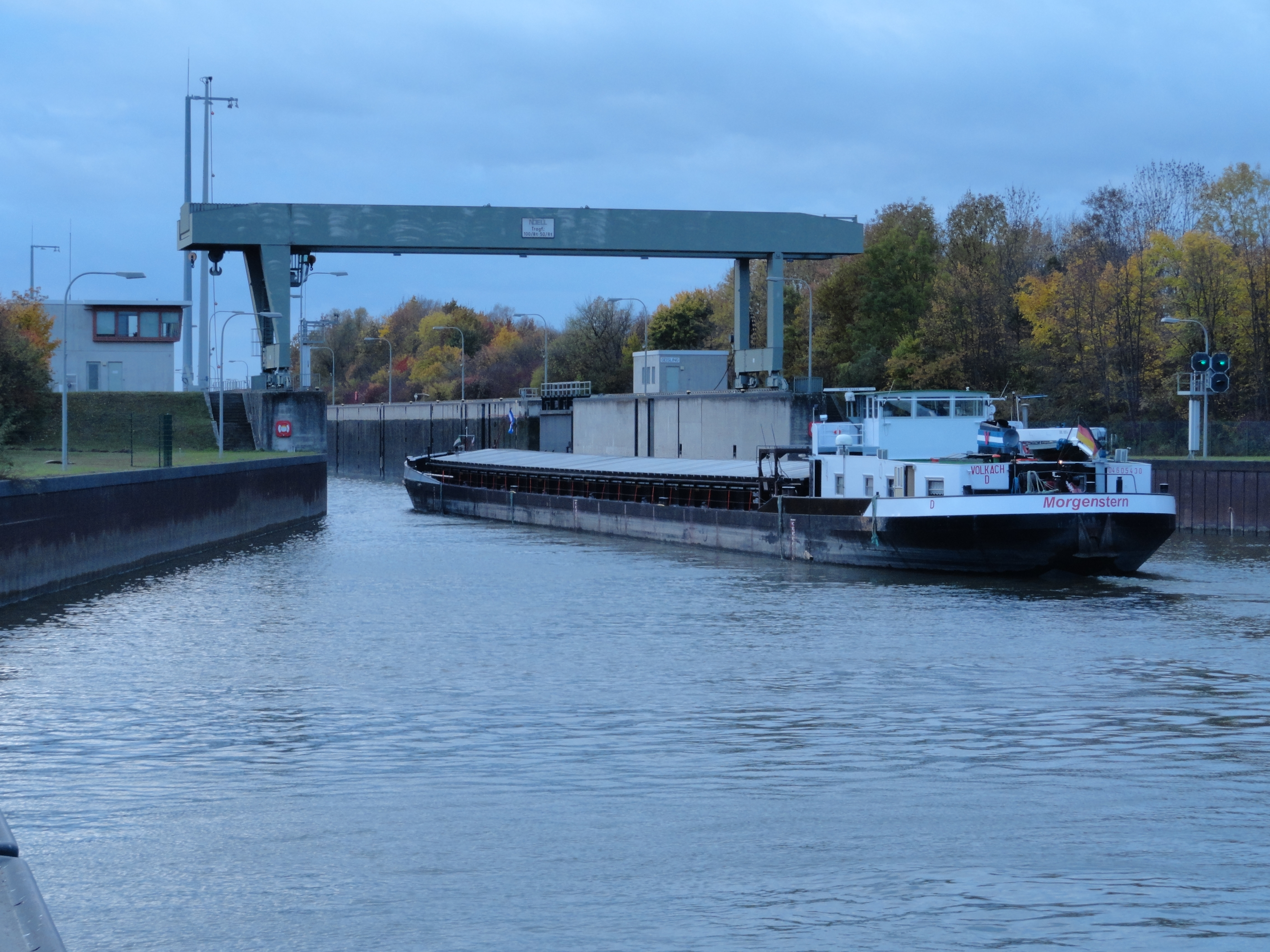
Motorschiff Morgenstern bei der Einfahrt in die Schleusenkammer